# کارزار ریاست‌جمهوری ۲۰۲۰ دونالد ترامپ
کارزار ریاست‌جمهوری ۲۰۲۴ دونالد ترامپ (به انگلیسی: 2020 Donald Trump presidential campaign) یک کمپین برای مبارزات انتخاباتی است که توسط دونالد ترامپ رئیس‌جمهور ایالات متحده آمریکا از ۲۰ ژانویه ۲۰۱۷، به راه افتاده‌است.
گردهمایی‌های ترامپ از فوریه ۲۰۱۷ آغاز شده‌است. او از ایالت‌های کلیدی انتخاباتی بازدید کرده‌است. این کمپین بودجه را افزایش داده و دو کمپین تبلیغاتی در سراسر کشور را اجرا می‌کند. این کمپین اعلام کرده‌است که شعار سال ۲۰۲۰ «آمریکا را بزرگ نگه دار» است.

## پیش زمینه
پیشینیان ترامپ کمیته‌های کمپین‌های خود را پس از پیروزی‌های انتخاباتی با کمیته حزب خود ادغام می‌کردند. پس از پیروزی در انتخابات ۲۰۱۶ ترامپ از این سابقه ریاست جمهوری پیروی نکرد و کمیته مبارزات انتخاباتی را جداگانه حفظ کرد. کمپین مبارزات انتخاباتی ترامپ همچنان در حال افزایش بودجه بود. در دسامبر ۲۰۱۶ کمپین ۱۱ میلیون دلار افزایش بودجه یافت. این حرکت‌ها نشان می‌دهد که ترامپ در حال پیشبرد مبارزات انتخاباتی ۲۰۲۰ بود.

ترامپ در تاریخ ۲۴ نوامبر ۲۰۱۶ (شانزده روز پس از پایان انتخابات ریاست‌جمهوری ایالات متحده آمریکا (۲۰۱۶)) شروع به پرداخت هزینه‌های انتخابات ۲۰۲۰ کرد.

ترامپ بر خلاف باراک اوباما، جرج دابلیو بوش، بیل کلینتون، جرج اچ دابلیو بوش و رونالد ریگان مبارزات انتخاباتی خود خیلی زود شروع کرد. همه آن‌ها نامزدی خود را برای انتخاب مجدد در سال سوم ریاست جمهوری خود اعلام کردند. هر دو ریگان و جرج اچ دابلیو بوش تقریباً دوازده ماه، جورج دبلیو بوش تقریباً هجده ماه و کلینتون و اوباما تقریباً نوزده ماه پیش از تاریخ انتخابات ثبت نام کردند.

در حالی که رؤسای جمهور پیشین در اوایل ریاست جمهوری برای حمایت از قوانین مراسم برگزار کرده بودند، چنین اتفاقی توسط ترامپ متفاوت برگزار شد زیرا آن‌ها توسط کاخ سفید و نه کمیته‌های مبارزات انتخاباتی تأمین مالی شده بودند. یکی از مزایای استفاده از کمیته مبارزات انتخاباتی این است که سازمان دهندگان می‌توانند شرکت کنندگان را مجزا تر نمایند و از ورود غیر طرفداران خودداری کنند.

ترامپ در انتخابات ۲۰۲۰ دارای ۷۴ سال سن بود. این مسئله او را به پیرترین نامزد ریاست جمهوری ایالات متحده در طول تاریخ تبدیل خواهد کرد. تاکنون رونالد ریگان در انتخابات ریاست‌جمهوری ایالات متحده آمریکا (۱۹۸۴) و باب دول در انتخابات ریاست‌جمهوری ایالات متحده آمریکا (۱۹۹۶) هر دو با ۷۳ سال سن پیرترین نامزدهای انتخابات ریاست جمهوری آمریکا هستند.اگر ترامپ با پیروزی در انتخابات ۲۰۲۰ سال دوم خود را در ۲۰ ژانویه سال ۲۰۲۵ به پایان می‌رساند ۷۸ ساله می‌بود، اما در انتخابات ۲۰۲۰ از جو بایدن شکست خورد.